# Pseudomyrmex spiculus
Pseudomyrmex spiculus es una especie de hormiga del género Pseudomyrmex, subfamilia Pseudomyrmecinae. Esta especie fue descrita científicamente por Ward en 1989.

## Distribución
Se encuentra en Brasil, Colombia, Costa Rica, Ecuador, Guayana Francesa, Guyana, México, Panamá, Perú y Surinam.